# Tato Marenco
Amed Francisco Torres Marenco (n. Barranquilla, Colombia; 24 de mayo de 1983) conocido artísticamente como Tato Marenco, es un cantante, compositor, arreglista, percusionista, cañamillero y gaitero colombiano.

## Trayectoria artística
Interesado y apasionado por los ritmos de la costa Caribe colombiana, empieza su formación como músico profesional en la Facultad de Bellas Artes de la Universidad del Atlántico. Realiza su primera gira internacional con el grupo Los Barriobajeros antes de instalarse en la capital colombiana en el 2002. En Bogotá,  continúa sus estudios en la Universidad Javeriana, formación que alterna como alumno del maestro Paulino Salgado “Batata”. Al poco tiempo se incorpora como profesor de música folclórica en la Universidad Santo Tomás.
Hace parte de ensambles importantes como “Alé Kumá y Batata y su rumba Palenquera”, produce su primer álbum "Carnaval de Colores" para el grupo Amaxona  y, Totó La Momposina, la gran representante de la música tradicional colombiana,  lo toma bajo sus alas para viajar por el mundo,  durante esas giras, conoce Francia, país en el que posteriormente decide radicarse para continuar con su formación musical.  En París,  estudia Percusión clásica y Música de cámara en el Conservartoire Municipal Georges Bizet,  Percusión tradicional y Músicas del mundo en el Conservatoire à Rayonnement Regional de la Courneuve-Aubervilliers, Licenciatura en Musicología en la Universidad de Paris 8 y es el primero en Francia en obtener el DNSPM (Dîplome national supérieur professionnel de musicien) en Músicas tradicionales en el Pôle Sup 93.
Tato Marenco interpreta un repertorio donde la cumbia responde a la puya, al porro y al garabato, todo esto,  bajo la influencia de artistas representativos de la Costa Atlántica como: Pacho Galán, Lucho Bermúdez, Joe Arroyo, entre otros.  “Mi música es un encuentro de mundos caribeños, indios, europeos y africanos”.
En 2008, graba su primer álbum titulado « Noche de Tambó » con su orquesta Vía 40, en el cual rinde un homenaje a los orígenes de la Cumbia. En 2011, la canción “Yo me lo gozo” de su autoría, fue el tema oficial del Carnaval de Barranquilla. Ha trabajado en Colombia al lado de Totó la Momposina, Petrona Martínez, Etelvina Maldonado, Martina Camargo, Pablo Flórez, Paulino Salgado «Batata», Cabas, María Mulata, Los Alfa 8, entre otros.
Su más reciente colaboración fue interpretando la flauta de millo en el sencillo “La Bicicleta” junto a Carlos Vives y Shakira y, “Al Filo de tu amor”, colaboración que lo conduce a  ser parte del grupo de Carlos Vives y la Provincia, introduciendo nuevas melodías con el timbre único de este instrumento para las producciones de este reconocido artista.

## Discografía
- (2008) «Noche de Tambó»
- (2018) «Viniste a ganar» Feat. Adriana Lucía, Donny Caballero
- (2018) «Ponte bacano» Feat. Donny Caballero
- (2020) «El derecho de vivir en paz» Feat. Varios artitas
- (2021) «JEMAS» Nominado a Mejor Álbum Folclórico. - Latin Grammy Awards
- (2021) «Pao» Radio Edit Feat. Felipé